# Charan Singh
Chaudhary Charan Singh (Noorpur, 23 dicembre 1902 – Nuova Delhi, 29 maggio 1987) è stato un politico indiano.

## Biografia
È stato Primo ministro dell'India dal luglio 1979 al gennaio 1980. 
Dal marzo 1977 al luglio 1979 è stato Vice-Primo ministro nel Governo guidato da Morarji Desai.
Ha ricoperto la carica di Ministro delle finanze dal gennaio al luglio 1979 e quella di Ministro degli affari interni dal marzo 1977 al luglio 1978.
Inoltre dall'aprile 1967 al febbraio 1968 e poi nuovamente dal febbraio all'ottobre 1970 è stato Primo ministro dello Uttar Pradesh.